# Feral Interactive
Feral Interactive è uno sviluppatore ed editore di videogiochi formatosi verso la fine del 1996 che si è specializzato nella pubblicazione di videogiochi per macOS, Linux, iOS, Android, Nintendo Switch. Feral Interactive lavora a stretto contatto con editori come Square Enix, 2K Games, SEGA, Warner Bros. Interactive Entertainment e Codemasters. 
Feral sviluppa e pubblica le trasposizioni su nuove piattaforme i popolari titoli dei propri partner, come la serie Total War, Batman: Arkham, Tomb Raider e XCOM: Enemy Unknown.
I giochi sono in vendita su Steam, Mac App Store, Epic Games Store e sul Negozio di Feral.
Dal 1996 al 2013, Feral Interactive ha pubblicato giochi esclusivamente per Mac OS. Nel giugno 2014, Feral ha rilasciato il suo primo gioco per Linux, XCOM: Enemy Unknown. Nel novembre 2016, Feral ha fatto il suo debutto su iOS con Rome: Total War per iPad.
Nel novembre 2017, Feral ha rilasciato il suo primo titolo iOS, arrivato su iPhone e iPad, GRID Autosport. Il primo titolo pubblicato per Android è stato invece ROME: Total War, arrivato a Dicembre 2008.
Feral Interactive è quindi passata a lavorare su Nintendo Switch, sviluppando il loro primo titolo per questa piattaforma con GRID Autosport, pubblicato a settembre 2019.
Feral continua a pubblicare giochi per Mac, Linux, iOS, Android e Nintendo Switch.

## Premi
Nel 2006, la versione per Mac di The Movies ha vinto il premio BAFTA award come miglior gioco nella categoria Simulazione.
Nel 2012, la versione per Mac di Deus Ex: Human Revolution ha vinto il premio Apple Design Award 2012 in quanto parte del Mac Developer Showcase.

## Videogiochi

### Mac
- Alien: Isolation
- Batman: Arkham Asylum
- Batman: Arkham City - Game of the Year Edition
- Battle Girl
- Battlestations: Midway
- Battlestations: Pacific
- Bionicle
- BioShock
- BioShock 2
- BioShock Remastered
- Black & White Platinum Pack
- Black & White 2
- Black & White: Creature Isle
- Borderlands: Game of the Year Edition
- Brothers in Arms: Double Time
- Castle of Illusion Starring Mickey Mouse
- Championship Manager 3
- Championship Manager 4
- Championship Manager 00/01
- Championship Manager 01/02
- Championship Manager 03/04
- Championship Manager 99/00
- Chessmaster 9000
- Colin McRae Rally Mac
- Commandos 2
- Commandos 3
- Company of Heroes 2
- Deus Ex: Human Revolution - Director's Cut
- Deus Ex: Human Revolution - Ultimate Edition
- Deus Ex: Mankind Divided
- DiRT 2
- DiRT 3 Complete Edition
- DiRT Rally
- Empire: Total War - Gold Edition
- Empire: Total War Collection
- Enemy Engaged
- F1 2012
- F1 2013
- F1 2016
- F1 2017
- F1 Championship Season 2000
- Fable: The Lost Chapters
- Ford Racing 2
- Ghost Master
- GRID 2 Reloaded Edition
- GRID Autosport
- Hitman
- Hitman: Absolution — Elite Edition
- Imperial Glory
- LEGO Batman 2: DC Super Heroes
- LEGO Batman 3: Gotham e oltre
- LEGO Batman: Il videogioco
- LEGO DC Super-Villains
- LEGO Harry Potter: Anni 1-4
- LEGO Harry Potter: Anni 5-7
- LEGO Indiana Jones 2: L'avventura continua
- LEGO Indiana Jones: Le avventure originali
- LEGO Jurassic World
- LEGO Marvel's Avengers
- LEGO Marvel Super Heroes
- LEGO Marvel Super Heroes 2
- LEGO Star Wars: La saga completa
- LEGO Star Wars II: La trilogia classica
- LEGO Star Wars III: The Clone Wars
- LEGO Star Wars: Il risveglio della Forza
- LEGO Lo Hobbit
- Lego Gli Incredibili
- LEGO Il Signore degli Anelli
- Life Is Strange
- Life Is Strange: Before the Storm
- Mad Max
- Mafia II: Director's Cut
- Max Payne
- Medieval II: Total War
- La Terra di Mezzo: L'ombra di Mordor
- Mini Ninjas
- Napoleon: Total War - Gold Edition
- Oni
- Puzzler World
- Race Driver 3
- Race Driver: GRID
- Racing Days R
- Rayman 3: Hoodlum Havoc
- Rayman Origins
- Republic: The Revolution
- Rise of the Tomb Raider
- Rome: Total War - Alexander
- Rome: Total War - Gold Edition
- Screen Studio
- SEGA Superstars Tennis
- Shadow of the Tomb Raider
- Sheep
- Sid Meier's Pirates!
- Sid Meier's Railroads!
- Sleeping Dogs: Definitive Edition
- Sonic & SEGA All-Stars Racing
- Thief
- The LEGO Movie Videogame
- Il Signore degli Anelli: La guerra del Nord
- Sim Theme Park / World
- The Movies: Stunts and Effects
- The Movies: Superstar Edition
- Tomb Raider
- Tomb Raider: Anniversary
- Tomb Raider: Underworld
- Total Immersion Racing
- Total War Saga: Thrones of Britannia
- Total War: SHOGUN 2 - Fall of the Samurai Collection
- Total War: SHOGUN 2 Collection
- Total War: WARHAMMER
- Total War: WARHAMMER II
- Tropico 3: Gold Edition
- Tropico 4: Gold Edition
- Tropico
- Warhammer 40,000: Dawn of War II
- Warhammer 40,000: Dawn of War II – Chaos Rising
- Warhammer 40,000: Dawn of War II – Retribution
- Warhammer 40,000: Dawn of War III
- Warrior Kings
- Who Wants to Be a Millionaire
- Worms 3D
- Worms Blast
- XCOM: Enemy Unknown - Elite Edition
- XCOM: Enemy Unknown - The Complete Edition
- XCOM 2
- XCOM 2: War of the Chosen
- XIII
- Zoombinis Island Odyssey

### Linux
- Alien: Isolation
- Company of Heroes 2
- Deus Ex: Mankind Divided
- Empire: Total War Collection
- Dirt Rally
- Dirt 4
- F1 2015
- F1 2017
- GRID Autosport
- Hitman
- Life Is Strange
- Life Is Strange: Before the Storm
- Mad Max
- Medieval II: Total War
- La Terra di Mezzo: L'ombra di Mordor
- Rise of the Tomb Raider
- Shadow of the Tomb Raider
- Saints Row 2
- Tomb Raider
- Total War Saga: Thrones of Britannia
- Total War: SHOGUN 2 - Fall of the Samurai Collection
- Total War: SHOGUN 2 Collection
- Total War: Three Kingdoms
- Total War: Warhammer
- Total War: WARHAMMER II
- Warhammer 40,000: Dawn of War II
- Warhammer 40,000: Dawn of War II – Chaos Rising
- Warhammer 40,000: Dawn of War II – Retribution
- Warhammer 40,000: Dawn of War III
- XCOM: Enemy Unknown - The Complete Edition
- XCOM 2
- XCOM 2: War of the Chosen

### iPad
- Company of Heroes
- GRID Autosport
- Rome: Total War
- Rome: Total War: Barbarian Invasion
- Rome: Total War: Alexander
- Tropico

### iPhone
- GRID Autosport
- Rome: Total War
- Rome: Total War: Alexander
- Rome: Total War: Barbarian Invasion
- Tropico
- Sid Meier's Railroads
- Alien Isolation
- Company of Heroes
- XCOM 2 Collection
- Total War: MEDIEVAL II

### Android
- GRID Autosport
- Rome: Total War
- Rome: Total War: Alexander
- Rome: Total War: Barbarian Invasion
- Tropico
- Sid Meier's Railroads
- Alien Isolation
- Company of Heroes
- XCOM 2 Collection
- Total War: MEDIEVAL II

### Nintendo Switch
- GRID Autosport
- Alien Isolation